# Trzy misie (serial animowany)
Trzy misie (1982–1986) – polsko-austriacki serial animowany, wyprodukowany przez Se-ma-for przy współpracy z Apollo Film Austria, oparty na kanwie opowiadań Margarete Thiele.
Film opowiada o przygodach trzech pluszowych misiów: Kuby, Misi i Bartka. W pierwszej serii bohaterowie szukali córki i dwóch synów sołtysa, którzy zostawili misie w lesie. W drugiej trafiają przypadkiem do rezerwatu przyrody. W 1990 roku powstał film Niezwykłe przygody pluszowych misiów zmontowany z odcinków 14-26.
25 listopada 2012 roku na szlaku Łódź Bajkowa odsłonięto rzeźbę Trzech misiów.
Oryginalne lalki z serialu znajdują się na ekspozycji w Se-ma-for Muzeum Animacji w Łodzi.

## Twórcy
- Reżyseria: Tadeusz Wilkosz
- Scenografia: Tadeusz Wilkosz
- Zdjęcia: Eugeniusz Ignaciuk
- Produkcja: Studio Małych Form Filmowych Se-ma-for Łódź
- Nagranie dialogów: Studio Opracowań Filmów – Warszawa
- Reżyser nagrania: Miriam Aleksandrowicz
- Udział wzięli:
  - Kuba – Katarzyna Tatarak
  - Misia – Halina Chrobak
  - Bartek – Zbigniew Borek
  - Bóbr – Jerzy Kramarczyk
  - Wiewiórka – Ewa Złotowska
  - Borsuk – Jerzy Słonka
  - Chomik – Jarosław Domin

## Spis odcinków
1. „Zgubieni w lesie”
2. „Nad bobrową rzeką”
3. „Srebrna łyżka”
4. „Burza”
5. „Jeżyny”
6. „Zgubione okulary”
7. „Spóźniony podwieczorek”
8. „Pechowe pranie”
9. „Niespodziewany deszczyk”
10. „Przygoda z Franciszką”
11. „Leśne święto”
12. „Spotkanie z lisem”
13. „Młyn w dolinie”
14. „Niespodziewana podróż”
15. „Niegościnna wyspa ”
16. „Leśny trybunał”
17. „Niesforne myszki”
18. „Kłopoty chomika”
19. „Pomocnik bobra”
20. „Nieproszony gość”
21. „Podziemne królestwo”
22. „Awantura z kukułką”
23. „Uciążliwy sąsiad”
24. „Gościnna jaszczurka”
25. „Leśny strumyk”
26. „Pożegnalny bal”